# Елена Димитриевич
Елена Димитриевич е сръбска писателка.

## Биография
Баща ѝ се казвал Никола, а майка ѝ Стамена била дъщеря на т.нар. кнез, т.е. местен първенец от Алексинац – Милойко. От 1871 г. напуска Алексинац, за да замине за Ниш, където се жени за подпоручик Йован Димитриевич. През 1898 г. семейството се мести в Белград, където остава. Писателката често пътува в чужбина. По времето на Балканската война е доброволка-санитарка на фронта.
Елена Димитриевич е изявена защитничка на равноправието на жените. Творчеството ѝ е изцяло посветено на патриархалния бит на днешна Източна Сърбия – земи, влизали до 1878 г. в състава на Османската империя. Най-известното ѝ произведение е „Писма от Ниш, за харемите“.
Вледее много западни езици, както руски, гръцки и турски.